# José David Rangel
José David Rangel Torres (né le 12 novembre 1969 à San Luis Potosí au Mexique) est un joueur de football international mexicain, qui évoluait au poste de milieu de terrain.

## Biographie

### Carrière en club
Il remporte une Coupe des champions de la CONCACAF avec l'équipe de Cruz Azul.

### Carrière en sélection
Avec l'équipe du Mexique, il joue 5 matchs (pour aucun but inscrit) en 2001. 
Il figure dans le groupe des sélectionnés lors des Jeux olympiques de 1992. Il joue deux matchs lors du tournoi olympique organisé en Espagne.
Il participe également à la Coupe des confédérations de 2001. Il joue deux matchs lors de cette compétition.

## Palmarès
| Cruz Azul - Coupe des champions (1) : - Vainqueur : 1996. |  | Deportivo Toluca - Championnat du Mexique (1) : - Champion : 1998 (Verano), 1999 (Verano) et 2000 (Verano). - Coupe des champions : - Finaliste : 1998. |